# كوامينا توركسون
كوامينا توركسون (بالسويدية: Kwamena Turkson)‏ (مواليد 17 يناير 1976) هو ملاكم سويدي، مثّل بلاده في الألعاب الأولمبية الصيفية 1996.

## روابط خارجية
كوامينا توركسون على موقع أوليمبيديا (الإنجليزية)
- كوامينا توركسون على موقع اللجنة الأولمبية السويدية (السويدية)